# Brunswick (Melbourne)
Pour les articles homonymes, voir Brunswick.
Brunswick est un quartier résidentiel (trad. : inner-city suburb) situé au nord du centre-ville de Melbourne dans l'État de Victoria en Australie. Il fait partie de la zone d'administration locale de la Ville de Moreland et se situe à 6 km au nord du centre d'affaires de Melbourne (CBD) — Central Business District)). Ce quartier est habité par des gens qui sont principalement d'origine anglaise, écossaise, allemande, irlandaise, chinoise, italienne, grecque, libanaise, turque, maltaise, indonésienne, indienne, croate, vietnamienne et espagnole. Les langues les plus parlées au foyer est l'anglais, ensuite l'italien et après le grec, l'arabe, le chinois, le turc, le vietnamien, l'indonésien, l'espagnol, l'hindi et le croate.